# Antony Herbert
Antony Eymar Herbert Forcheney (ur. 12 marca 2005 w Colón) – panamski piłkarz występujący na pozycji prawego obrońcy, od 2023 roku zawodnik Árabe Unido.
Jego brat bliźniak Giovany Herbert również jest piłkarzem.